# Redemption (série télévisée, 2022)
 (signalé en juin 2025).
Si vous disposez d'ouvrages ou d'articles de référence ou si vous connaissez des sites web de qualité traitant du thème abordé ici, merci de compléter l'article en donnant les références utiles à sa vérifiabilité et en les liant à la section « Notes et références ».
- Archive Wikiwix
- Bing
- Cairn
- DuckDuckGo
- E. Universalis
- Gallica
- Google
- G. Books
- G. News
- G. Scholar
- Persée
- Qwant
- (zh) Baidu
- (ru) Yandex

Pour les articles homonymes, voir Sous influence.
Redemption (Redemption) est une mini-série britannique réalisée par Sean Cook.

## Synopsis
Colette Cunningham, inspecteur de police, reçoit un appel d'Irlande après la découverte du corps de sa fille, qu'elle n'a pas vu depuis vingt ans.

## Distribution
- Paula Malcomson : Colette Cunningham
- Abby Fitz : Cara Lockley
- Evan O'Connor : Liam Lockley
- Moe Dunford : Eoin Molony
- Thaddea Graham : Siobhán Wilson
- Keith McErlean : Patrick Fannon
- Siobhán McSweeney : Jane Connolly
- Scott Graham : Ross Corby
- Sean Hughes : Kevin Cheng
- Rachel O'Byrne : Stacey Lockley
- Patrick Martins : DS Luke Byrne
- Seán Duggan : Shane Kinsella
- Jade Jordan : Debbie Gleeson